# Denton (Texas)
Pour les articles homonymes, voir Denton.
Denton est une ville du Texas située dans le comté de Denton, aux États-Unis, à une soixantaine de kilomètres au nord-ouest de Dallas. En 2010, elle comptait 113 383 habitants.

## Enseignement
Denton est le siège de deux universités importantes, l'université du Nord du Texas et Texas Woman's University (en). Une troisième université : l'université de Denton Texas vient compléter cette offre de formations supérieure,.

## Source
- (en) Cet article est partiellement ou en totalité issu de l’article de Wikipédia en anglais intitulé « Denton, Texas » (voir la liste des auteurs).

1. ↑  « U.S. Census Bureau QuickFacts: Denton city, Texas », Bureau du recensement des États-Unis (consulté le 2 août 2024)
2. ↑  « Census of Population and Housing » [archive du 26 avril 2015], Census.gov (consulté le 4 juin 2015)
3. ↑  Université de Denton
4. ↑  Liste des universités accréditées